# 104 Pułk Piechoty (Imperium Rosyjskie)

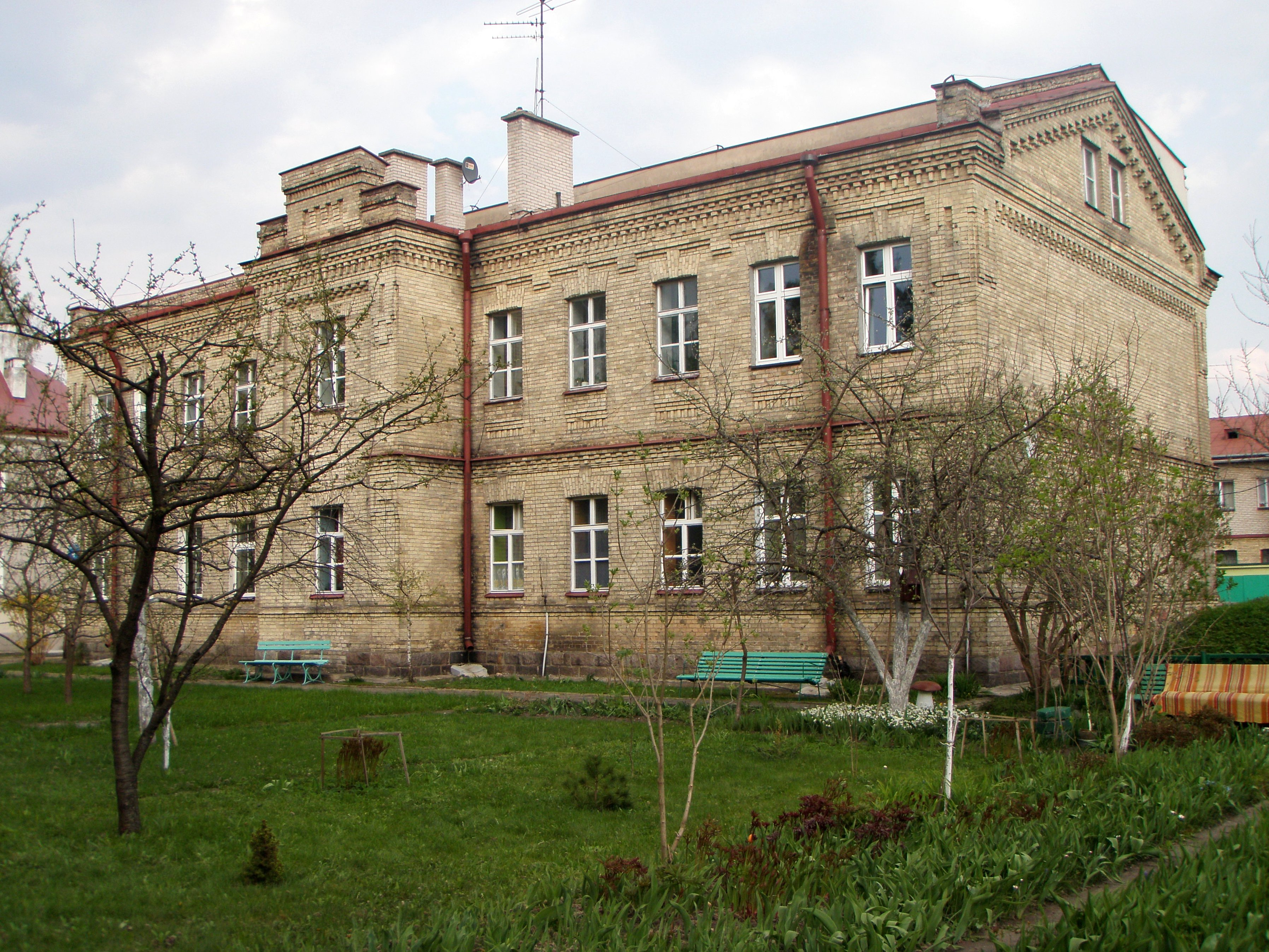
Budynek dawnych koszar w Augustowie

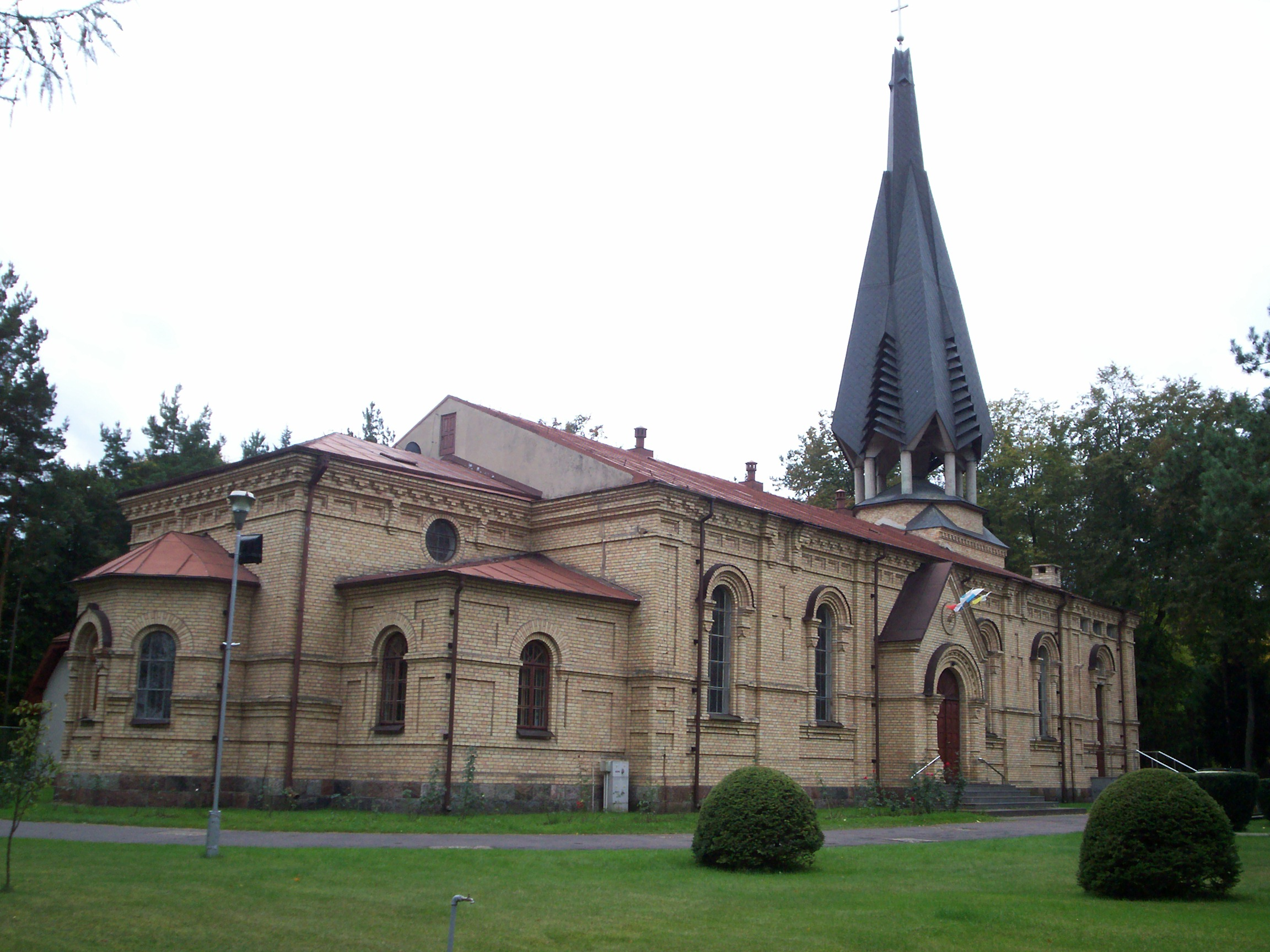
Dawna cerkiew garnizonowa w Augustowie

104 Ustiudzki pułk piechoty (ros. 104-й пехотный Устюжский полк) – pułk piechoty Armii Imperium Rosyjskiego.
W polskich publikacjach pułk określany jest także jako Ustiugski, Ustiużski lub Ustiużewski.

## Historia
- 17 maja 1797 — sformowanie 7 pułku jegrów.
- 31 października 1798 — pułk Jegrów generała-majora księcia Bagrationa.
- 1800 — Pułk Jegrów generała-majora hrabiego Iwielicza .
- 29 marca 1801 — 6 pułk jegrów.
- 28 stycznia 1833 — bataliony 6 pułku jegrów dołączone do 1 Wielkołuckiego pułku piechoty.
- 6 kwietnia 1863 — z 4. rezerwowego batalionu oraz żołnierzy 5. i 6. batalionu 12 Wielkołuckiego pułku piechoty sformowany zostaje Wielkołucki rezerwowy pułk piechoty w sile dwóch batalionów
- 13 sierpnia 1863 — Wielkołucki rezerwowy pułk piechoty przeformowany w 3 bataliony i nazwany Ustiudzkim pułkiem piechoty
- 25 marca 1864 — 104 Ustiudzki pułk piechoty
- 25 marca 1891 — 104 Ustiudzki pułk piechoty generała księcia Bagrationa

W 1893 w związku z pogarszaniem się stosunków rosyjsko-niemieckich pułk został przesunięty z Grodna do Augustowa, gdzie wraz z 2  pułkiem Kozaków  Dońskich stanowił podstawę augustowskiego garnizonu. Do wybuchu I wojny światowej stacjonował w nowych koszarach, których budowa rozpoczęła się w 1894. W 1896 rozpoczęto na terenie koszar budowę cerkwi pułkowej (obecnie Kościół MB Częstochowskiej), zaś w 1897 w koszarach został odsłonięty pomnik Piotra Bagrationa, patrona pułku

## Dowódcy pułku
- 03.03.1894 — 23.12.1896 – płk Arnold von Remlingen
- 20.01.1897 — 20.07.1898 – płk Aleksandr Prochorowicz Szewcow
- 02.06.1903 — 06.07.1907 – płk Gieorgij Fiodorowicz Ejche
- 03.09.1907 — 23.06.1908 – płk Aleksandr Jakowlewicz Jelszyn
- 16.03.1909 – po 1.04.1914 — płk Nikołaj Siemionowicz Trikowski
- ? – 06.12.1914 — płk Paweł Adolfowicz Macejewski